# Cot Trap
Cot Trap is een bestuurslaag in het regentschap Aceh Jaya van de provincie Atjeh, Indonesië. Cot Trap telt 503 inwoners (volkstelling 2010).